# Касахара, Кэндзи
Кэндзи Касахара (яп. 笠原 健治, родился 6 декабря 1975 года в Миноо, Осака, Япония) — японский предприниматель, который основал популярную социальную сеть Mixi. В настоящее время Кэндзи Касахара занимает 37-е место в списке самых богатых людей Японии.

## Хронология
1997: (21 год)
- Создал информационный веб-сайт по поиску работы Find Job!.

1999: (23 года)
- Основал компанию eMercury Inc.

2004: (28 лет)
- Запустил социальную сеть Mixi.

2008: (32 года)
- Кэндзи Касахара забрался на 37-е место в список 40 самых богатых людей Японии. Американский финансово-экономический журнал Forbes оценил его финансовое состояние в $740 миллионов.[1]